# Angel Grau Rodriguez
Angel Grau Rodriguez (Lleida, 16 febbraio 1975) è un pilota motociclistico spagnolo ritiratosi dall'attività agonistica.

## Carriera
Specializzato nel supermotard, partecipa dal 2007 al Campionato del Mondo Supermoto su una Suzuki. Nel 2008 lascia Suzuki, con cui gareggiava dal 2004, per passare a Husaberg.
Nel 2010 passa in BMW nel Team Supermoto SRC, correndo il campionato nazionale spagnolo. Terminata la propria carriera rimane nel mondo del motorsport seguendo le attività di una propria squadra: la Suzuki Grau Racing.

## Palmarès
- 2003: 3º posto Coppa di Spagna Supermoto classe Open (su Suzuki)
- 2003: 9º posto generale Supermoto delle Nazioni (Team Espana) (su Honda)
- 2004: 2º posto Coppa di Spagna Supermoto classe Open (su Honda)
- 2004: 10º posto generale Supermoto delle Nazioni (Team Espana) (su Honda)
- 2004: 13º posto Extreme Supermotard di Bologna (su Suzuki)
- 2005: 3º posto Campionato Spagnolo Supermoto (su Suzuki)
- 2005: 34º posto Campionato Internazionale d'Italia Supermoto classe Prestige (su Suzuki)
- 2005: 7º posto generale Supermoto delle Nazioni (Team Espana) (su Suzuki)
- 2006: 6º posto Campionato Spagnolo Supermoto (su Suzuki)
- 2006: 13º posto Extreme Supermotard di Bologna (su Suzuki)
- 2007: 3º posto Campionato Spagnolo Supermoto S1 (su Suzuki)
- 2007: 17º posto Campionato del Mondo Supermoto S1 (su Suzuki)
- 2007: 14º posto Extreme Supermotard di Bologna (su Suzuki)
- 2008: 5º posto Campionato Spagnolo Supermoto S2 (su Husaberg)
- 2008: 7º posto Campionato Spagnolo Supermoto S1 (su Husaberg)
- 2008: 8º posto generale Supermoto delle Nazioni (Team Espana) (su Husaberg)
- 2008: 28º posto Campionato del Mondo Supermoto S2 (2 GP su 8) (su Husaberg)
- 2008: 31º posto Campionato del Mondo Supermoto S1 (3 GP su 8) (su Husaberg)
- 2009: 4º posto Campionato Spagnolo Supermoto S1 (su Suzuki)
- 2009: 12º posto generale Supermoto delle Nazioni (Team Espana) (su Suzuki)